# Yzernay
Yzernay település Franciaországban, Maine-et-Loire megyében. Lakosainak száma 1829 fő (2022. január 1.). Yzernay Les Cerqueux, Chanteloup-les-Bois, Maulévrier, La Plaine, Somloire, Toutlemonde, Mauléon és Saint-Pierre-des-Échaubrognes községekkel határos.

## Népesség
A település népessége az elmúlt években az alábbi módon változott:
| Lakosok száma | 1283 | 1545 | 1634 | 1610 | 1829 | 1850 | 1841 | 1813 | 1821 | 1829 |
|               | 1968 | 1982 | 1990 | 2006 | 2013 | 2015 | 2017 | 2019 | 2020 | 2022 |